# Лазарєва-Гохман Катерина Олександрівна
Катерина Олександрівна Лазарєва-Гохман (рос. Екатерина Александровна Лазарева-Гохман; нар. 25 березня 1990, Москва, СРСР) — російська та американська футболістка, півзахисниця. Виступала за збірну Росії.

## Життєпис
У 1992 році разом з сім'єю переїхала в США, штат Джорджія. Виступала за юнацькі та молодіжні команди «Мілтон Гай Скул», «Фурман Пеладінс», «Атланта Сілвербекс», «Флорида Стейт Семінолз». З американських клубів запрошувалася до молодіжної збірної Росії. Побувала на переглядах в провідних клубах Росії, в тому числі в «Росіянці», але не хотіла їхати з США до закінчення університету. У Росії виступала під ім'ям Катерина Лазарева, тоді як в США і Західній Європі — під ім'ям Катя Гохман або Лазарева-Гохман.
У 2012 році дебютувала в дорослому футболі в складі російського клубу «Рязань-ВДВ». У сезоні 2012/13 років зіграла 9 матчів у вищій лізі Росії, а її команда стала бронзовим призером. Однак закріпитися в команді не змогла. У всіх своїх матчах виходила на заміни в кінцівці другого тайму.
З 2013 року виступала за європейські клуби — фінський «Коккола F10», ісландський «Вікінгур Улафсвік», кіпрський «Аполлон» (Лімасол), сербський «Спартак» (Суботіца) та бельгійський «Андерлехт». Переможниця чемпіонату і Кубка Кіпру (2016), чемпіонату Сербії (2017), чемпіонату Бельгії (2018). У складі «Аполлона» і «Спартака» брала участь в матчах Ліги чемпіонів.
У національній збірній Росії дебютувала 7 березня 2014 року в матчі проти Португалії, замінивши на 84-й хвилині Олену Медведь. Потім три роки не виступала за збірну. Повернулася в команду в 2017 році, а 23 листопада 2017 року матчі з Бельгією забила відзначилася дебютним голом. Всього в 2014—2018 роках зіграла 7 матчів за збірну та відзначилася 1 голом.
У 2018 році повернулася в США та перейшла на тренерську роботу.